# Alfa Romeo 2300
La Alfa Romeo 2300 è un'autovettura prodotta dalla Fàbrica Nacional de Motores (FNM) su licenza Alfa Romeo dal 1974 al 1986 per il mercato brasiliano.

## Il contesto
È stato il primo modello frutto della collaborazione tra la casa del biscione e la FNM a portare il marchio Alfa Romeo. I due modelli precedenti, la 2000 e la 2150, erano infatti marchiati FNM. 
La 2300 fu l'ultimo modello prodotto dalla cooperazione FNM-Alfa Romeo, il cui progetto è nato in Italia come progetto 102/12. Il modello fu pronto nel 1971 e fu inviato in Brasile per i test nel 1972. È stato progettato interamente in Italia, appositamente per il mercato brasiliano, e lanciato nel Marzo 1974 con lo slogan "O importado fabricado no Brasil" ("l'importato prodotto in Brasile", in portoghese). 
Inizialmente, il 2300 è stato assemblato a Xerém, Rio de Janeiro, e con l'acquisizione della FNM da parte della Fiat, la produzione della 2300 venne spostata nel 1978 presso gli stabilimenti del gruppo torinese di Betim, dove sarebbe stato prodotto fino al Novembre 1986.

## Caratteristiche
Nell'estetica l'Alfa Romeo 2300 ricalcava l'Alfetta, anche se era dotata di dimensioni maggiori e di una meccanica differente. Date dimensioni, la 2300 era classificabile come un'ammiraglia. Per questo motivo, la 2300 ebbe un buon successo tra i membri del gruppo dirigente brasiliano di quei tempi. Le dimensioni imponenti si riflettevano anche nella spaziosità dell'abitacolo.
Invece, da un punto di vista meccanico, la 2300 era totalmente differente dall'Alfetta. Ad esempio, le sospensioni anteriori e posteriori della 2300 erano, rispettivamente, a quadrilateri deformabili con molle elicoidali e a ponte rigido, mentre l'Alfetta era dotata di barre di torsione longitudinali e ponte De Dion. Inoltre, il cambio della 2300 era montato anteriormente in blocco con il motore. Sull'Alfetta, invece, era presente uno sistema transaxle, ovvero un cambio posteriore installato in blocco con il differenziale.
Il motore della 2300 era un quattro cilindri in linea bialbero da 2.310 cm³ di cilindrata che derivava dai propulsori dei modelli FNM antenati della 2300, vale a dire la 2000 e la 2150. L'alimentazione era invece assicurata da un singolo carburatore doppio corpo Solex. La testata era realizzata in alluminio. Questo motore sviluppava 123 CV Din (ovvero 140 SAE nella vecchia classificazione utilizzata da Alfa Romeo) di potenza.
Sostanzialmente, la 2300 aveva lo stesso schema meccanico dei due modelli predecessori che era però accoppiato, come già accennato, ad un corpo vettura assomigliante a quello dell'Alfetta. La carriera della 2300 fu prolungata, e durante la sua produzione il modello fu sottoposto a diversi aggiornamenti estetici. Per quanto riguarda invece le prestazioni, la 2300 era in grado di raggiungere una velocità massima di 175 km/h ed aveva un'accelerazione da 0 a 100 km/h di 11 secondi.
Per quanto invece concerne gli interni, il cruscotto della 2300 era analogo a quello dell'Alfetta del 1972, e tale rimase fino all'uscita di produzione del modello. Durante gli anni in cui la 2300 fu prodotta, l'equipaggiamento migliorò costantemente. Ad esempio, il climatizzatore divenne di serie nel 1978. Inoltre, a partire dall'anno appena citato, alla 2300 "base" vennero affiancate le diverse versioni dell'allestimento Ti con potenza portata a 130 Cv Din (149 Sae)